# Vittorio Bodini
Pour les articles homonymes, voir Bodini.
Vittorio Bodini, né à Bari le 6 janvier 1914 et mort à Rome le 19 décembre 1970 , est un important poète, critique littéraire et traducteur italien, spécialisé en littérature espagnole.

## Biographie
Ses études et traductions d'œuvres d'écrivains espagnols (notamment Federico García Lorca, Miguel de Cervantes, Rafael Alberti, Francisco de Quevedo) sont encore des modèles du genre. Il s'est particulièrement intéressé à la traduction des œuvres des poètes surréalistes espagnols (I poeti surrealisti spagnoli, Einaudi, Turin, 1957) et écrivit également sur Góngora Sul Barocco di Gòngora (Rome, 1964). Il fut un poète qui a traversé toutes les aventures artistiques du XXe siècle européen (il fut, entre autres un « aéropoète futuriste ».

## Œuvre

### Essais
- I poeti surrealisti spagnoli, Einaudi, Torino, 1957
- Sul Barocco di Gòngora, Roma, 1964

### Poésie
- La luna dei Borboni (1952)
- Dopo la luna (1956)
- Metamor (1967)
- Poesie (1972)